# Henri-Georges Adam
Henri-Georges Adam (Parigi, 14 gennaio 1904 – Perros-Guirec, 27 agosto 1967) è stato uno scultore e pittore francese.
Fu uno tra i più significativi rappresentanti della scultura astratta francese.
Cominciò a scolpire nel 1940, dopo essersi dedicato alla scenografia e all'incisione. Membro fondatore del Salon de Mai, insegnò all'École nationale supérieure des beaux-arts dal 1959.

## Opere
- 1960 – Signal di fronte al Museo d'arte moderna André Malraux di Le Havre
- 1967 – Obélisque oblique per il padiglione francese dell'Esposizione universale di Montréal